# Üzümlü
Üzümlü – miasto w Turcji w prowincji Erzincan.
Według danych na rok 2000 miasto zamieszkiwało 30298 osób.